# Borovnička (železniční zastávka)
Borovnička je železniční zastávka nacházející se cca 300 m od centra obce Borovnička v okrese Trutnov. Zastávka leží v km 69,870 neelektrizované jednokolejné trati Pardubice–Liberec mezi stanicemi Mostek a Horka u Staré Paky.

## Historie
Trať procházející zastávkou byla zprovozněna již 1. června 1858 (úsek z Jaroměře do Horek u Staré Paky), ale zastávka s tehdejším německým názvem Klein Borowitz byla otevřena až 25. listopadu 1901.
Od roku 1918 se používaly české názvy této zastávky, nejdříve do roku 1922 Malá Borovnice, pak Borovnička. Výjimkou byla pouze léta 1938 až 1945, kdy se nakrátko navrátilo německé jméno Klein Borowitz.
V roce 2015 byla zastávka rekonstruována, bylo vybudováno nové nástupiště, původní přístřešek byl zachován.

## Popis zastávky
Po otevření mělo nástupiště délku 160 m a bylo rozděleno železničním přejezdem. Část nástupiště od přejezdu směrem ke stanici Mostek byla později zrušena, čímž bylo nástupiště zkráceno na 90 m.

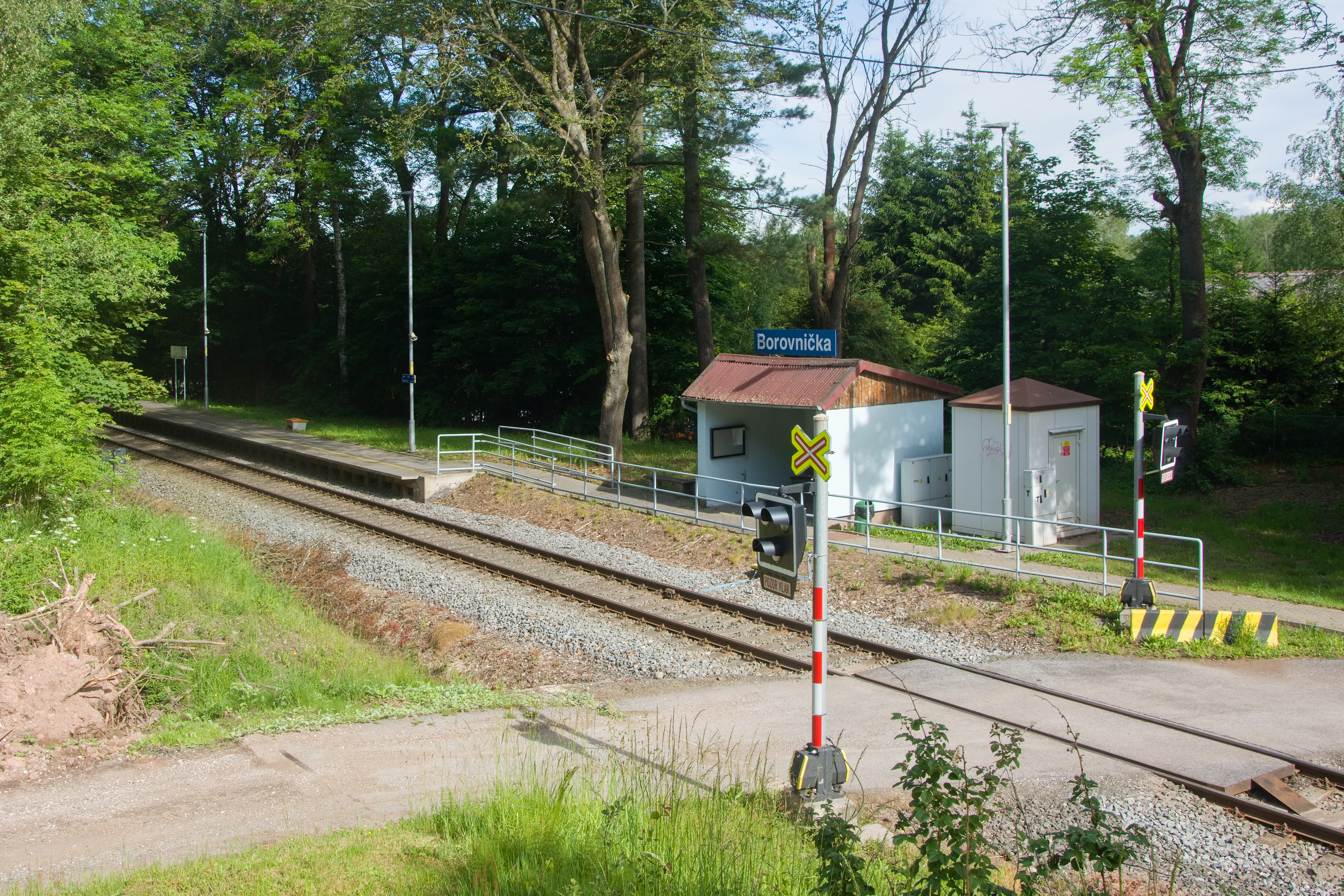
Celkový pohled na zastávku a přejezd v roce 2024

Po rekonstrukci zastávky, která proběhla v roce 2015, je v místě u traťové koleje vnější jednostranné nástupiště o délce 60 m s nástupní hranou ve výšce 550 mm nad temenem kolejnice. Přístup k zastávce je úrovňový z příjezdové komunikace. Cestujícím je k dispozici zděný přístřešek, o jízdách vlaků jsou informováni pomocí rozhlasu, který je ovládán ze Staré Paky.
Zastávka se nacházela mezi dvěma železničními přejezdy, přejezd směrem ke stanici Horka u Staré Paky byl při rekonstrukci v roce 2015 zrušen. Zachován zůstal přejezd P5243 v km 69,854, který je zabezpečený světelným přejezdovým zabezpečovacím zařízením bez závor. Jedná se o křížení s účelovou komunikací v obci Borovnička.